# عاطف أبو سيف
عاطف طلال إبراهيم أبو سيف (20 يونيو 1973-) هو كاتب وروائي وسياسي فلسطيني. في 5 فبراير 2018، كلفَتهُ مفوضية الإعلام والثقافة والتعبئة الفكرية في حركة فتح مُتحدثًا باسم الحركة. كما شغل بين أبريل 2019 ومارس 2024 منصب وزير الثقافة ضمن حكومة محمد اشتية.

## حياته
وُلدَ عاطف أبو سيف في مخيم جباليا عام 1973، لأبوين من عائلةٍ مُهجرةٍ من مدينة يافا. درسَ اللغة الإنجليزية وآدابها في جامعة بيرزيت، وحصل على درجة الماجستير في العلوم السياسية من جامعة برادفورد في إنجلترا، وفيما بعد حصل على شهادة الدكتورة في العلوم السياسية من جامعة فلورنسا في إيطاليا.

## إصداراته
صدرَت له ثمان رواياتٍ، ومجموعتان قصصيتان وثلاث مسرحيات ومجموعة من الكتب البحثية في العلوم السياسية.
- "ظلال الذاكرة" (1997).
- "حكاية ليلة سامر" (1999).
- "كرة الثلج" (2000).
- "حصرم الجنة" (2003).
- "حياة معلقة" (2014) التي وصلت إلى القائمة القصيرة للجائزة العالمية للرواية العربية في العام 2015.
- "الحاجة كريستينا" (2016). وصلت للقائمة الطويلة للبوكر في العام 2018.
- "قارب من يافا" رواية للفتيان. حازت على جائزة كتارا لفئة روايات الفتيان عام 2018.
- "مشاة لا يعبرون الطريق" (2019).
- "الجنة المقفلة" (2021).